# Carrozzeria Autodromo Modena
La Carrozzeria Autodromo Modena è stata un'azienda italiana produttrice di autobus, attiva a Modena dal 1949 al 2003.

## Storia

### I primi anni
L'azienda nasce a Modena nel 1949, nel quartiere Crocetta, come cooperativa, in seguito alle enormi necessità conseguenti alla ricostruzione del paese. Inizialmente la società era dedicata alla riparazione di ogni tipo di veicoli, dalle automobili ai veicoli industriali. Con il tempo l'attività della società crebbe, abbandonando gradualmente il settore delle riparazioni per concentrarsi sulla produzione di autobus e sul loro allestimento.

### L'espansione
Durante gli anni '70 l'azienda si specializza nell'allestimento di autobus di linea, urbani e suburbani, inizialmente su telai Fiat 418, successivamente su telai Siccar 176 e 177. Successivamente viene intrapresa la produzione del modello "I80" su base Iveco 370, dei poco fortunati Alice, su telaio Siccar 283, e del minibus di grande diffusione "Pollicino". Nei primi anni '90 la CAM stipula un accordo con la tedesca MAN AG per la produzione in serie di autobus ribassati: vedono la luce il Busotto, il Tango e l'Alé, mezzi innovativi e di grande diffusione sul territorio nazionale; vengono inoltre allestiti per il mercato italiano i modelli MAN NL263 e UL313 Regional.
Nel 2001 entra in produzione il New Busotto, versione ristilizzata del Busotto prodotta sullo stesso telaio ma priva del gradino in corrispondenza della porta posteriore.

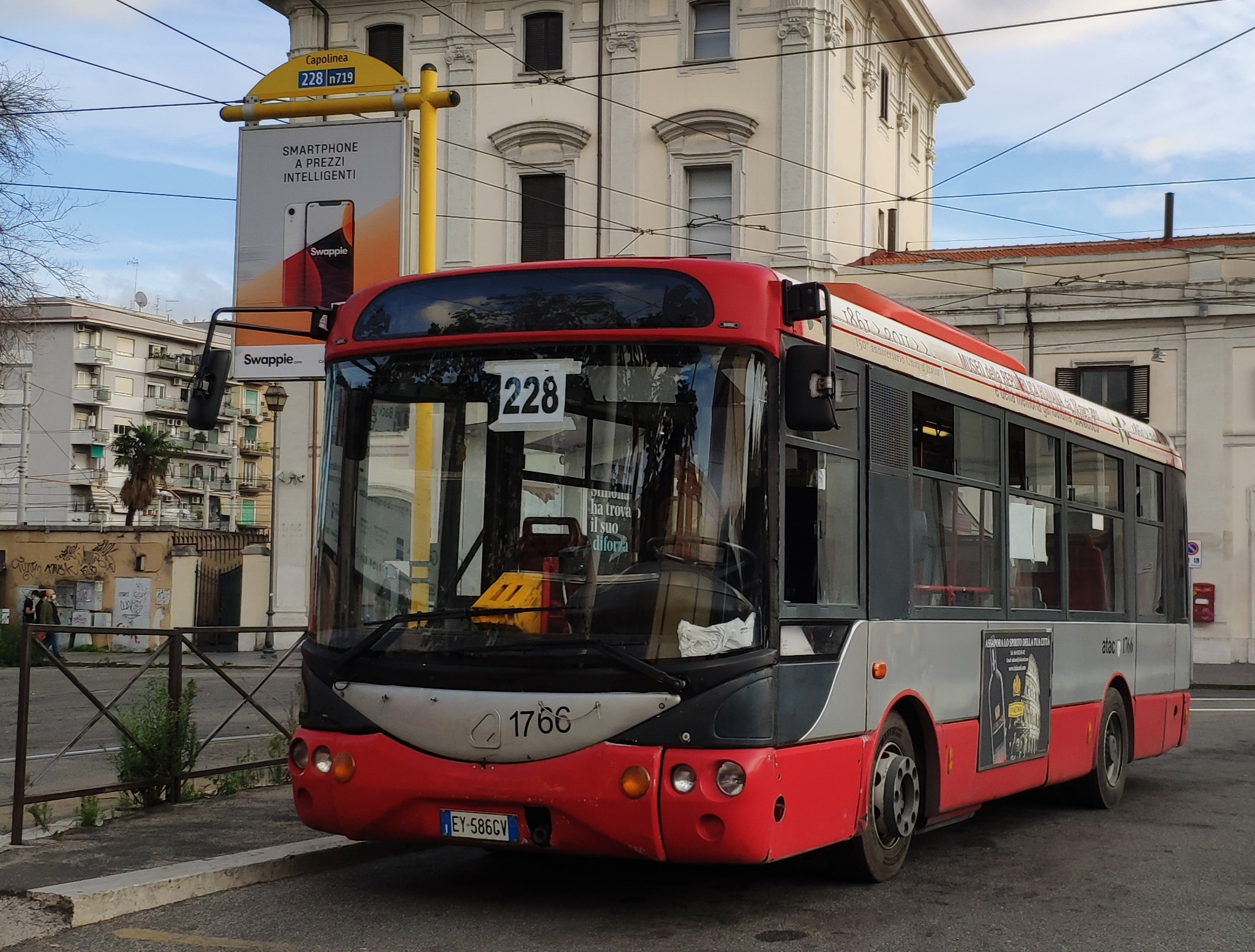
Un CAM Alé in servizio a Roma

### La crisi e la chiusura
Nei primi anni Duemila l'azienda, in seguito alla forte contrazione del mercato degli autobus a livello nazionale e alla pessima gestione aziendale, accusa un duro colpo. Naufraga anche un accordo con la Volvo per la vendita in Italia degli autobus prodotti dall'azienda svedese; dopo la consegna degli ultimi Busotto, nel 2003, l'azienda chiude definitivamente i battenti.

## Produzione
Ecco un riepilogo della produzione CAM:
- Fiat 418
- Siccar 176
- Siccar 177
- CAM I80 (Iveco 370)
- CAM Bussola (Iveco 70.14)
- CAM Pollicino
- CAM Alice
- CAM Busotto
- CAM Alé
- CAM Tango

## Galleria d'immagini

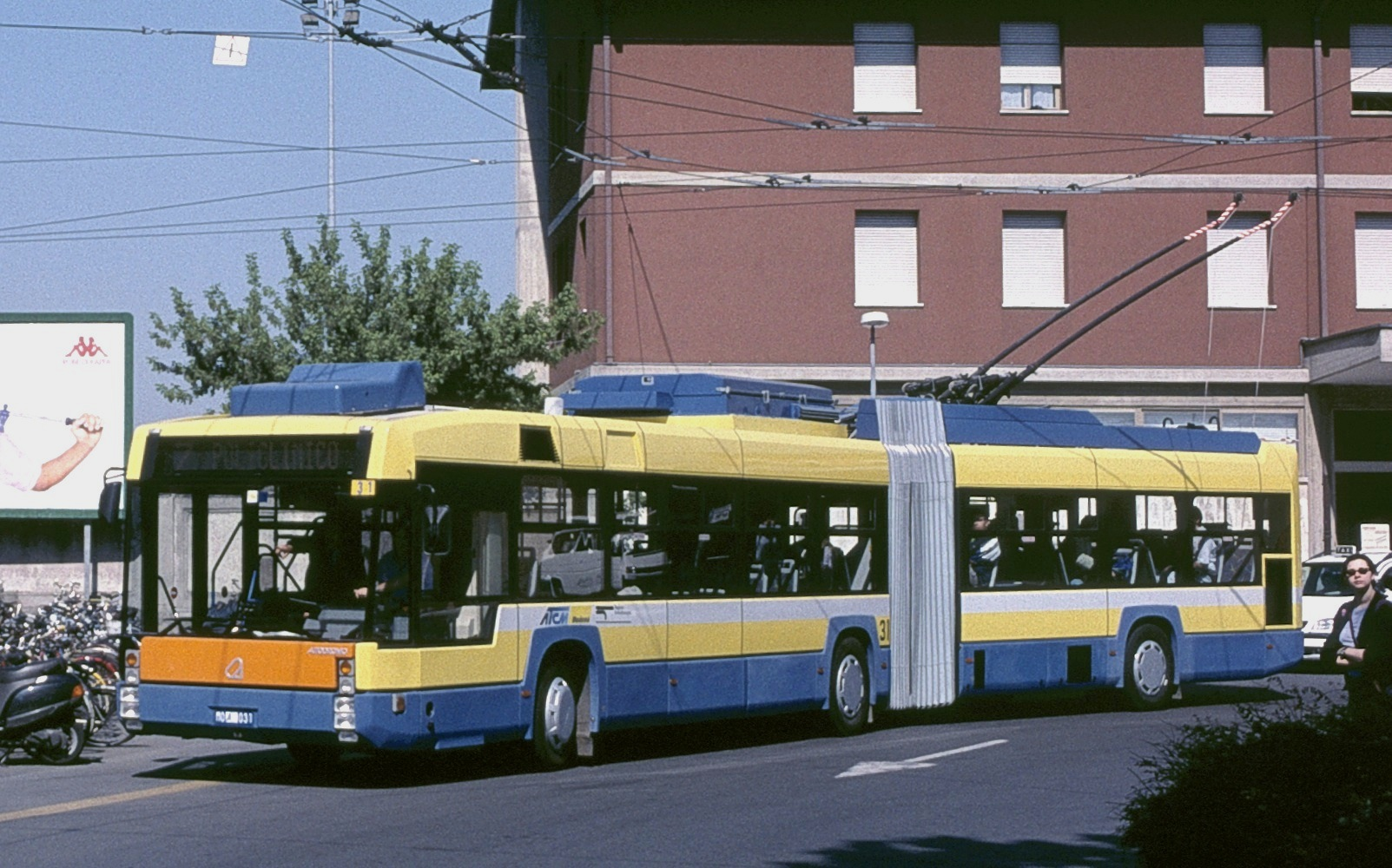
Modena: filosnodato Busotto in servizio sulla linea 7
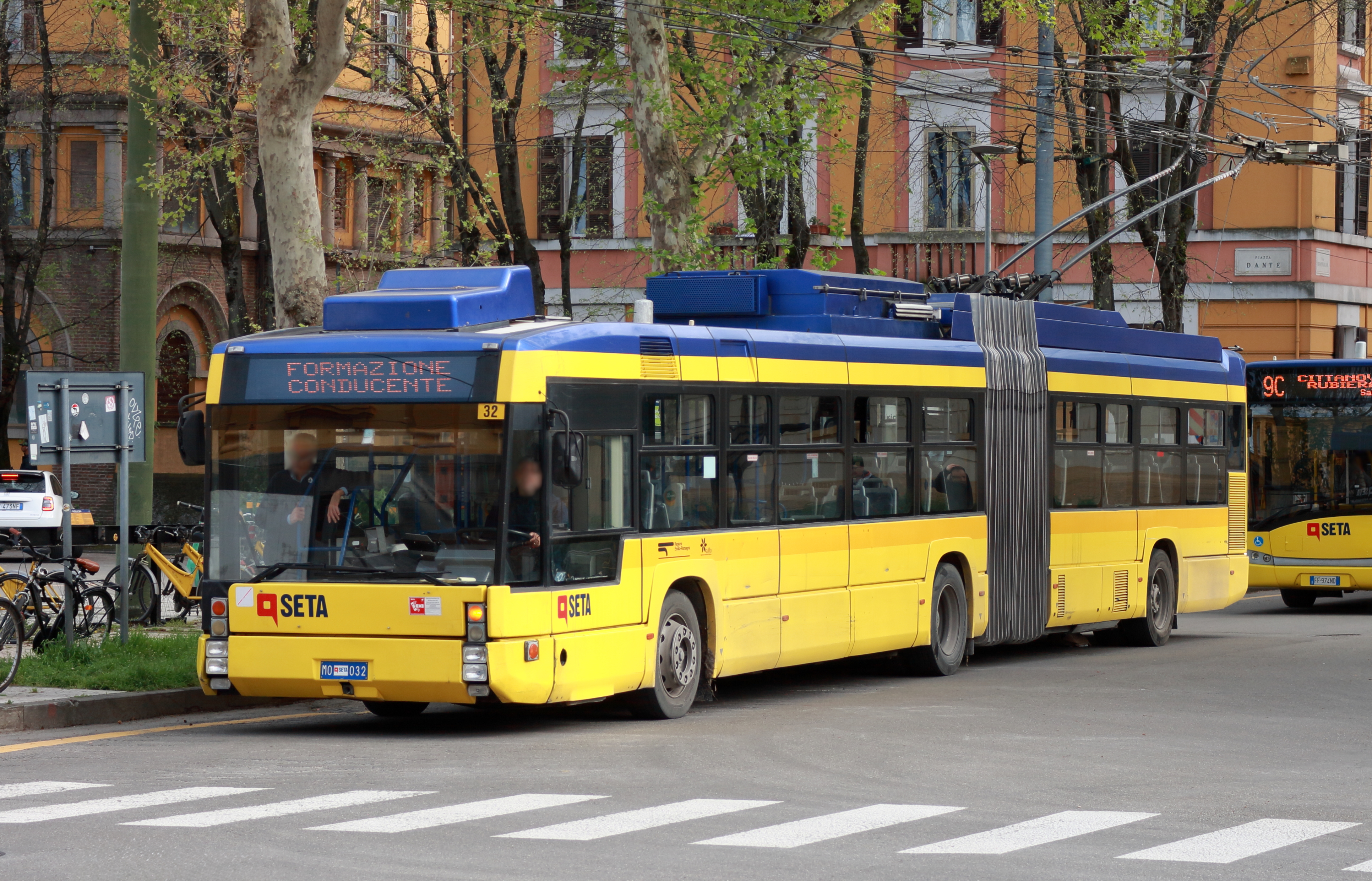
SETA Modena: CAM Busotto NGT numero 32 utilizzato per formazione conducente.
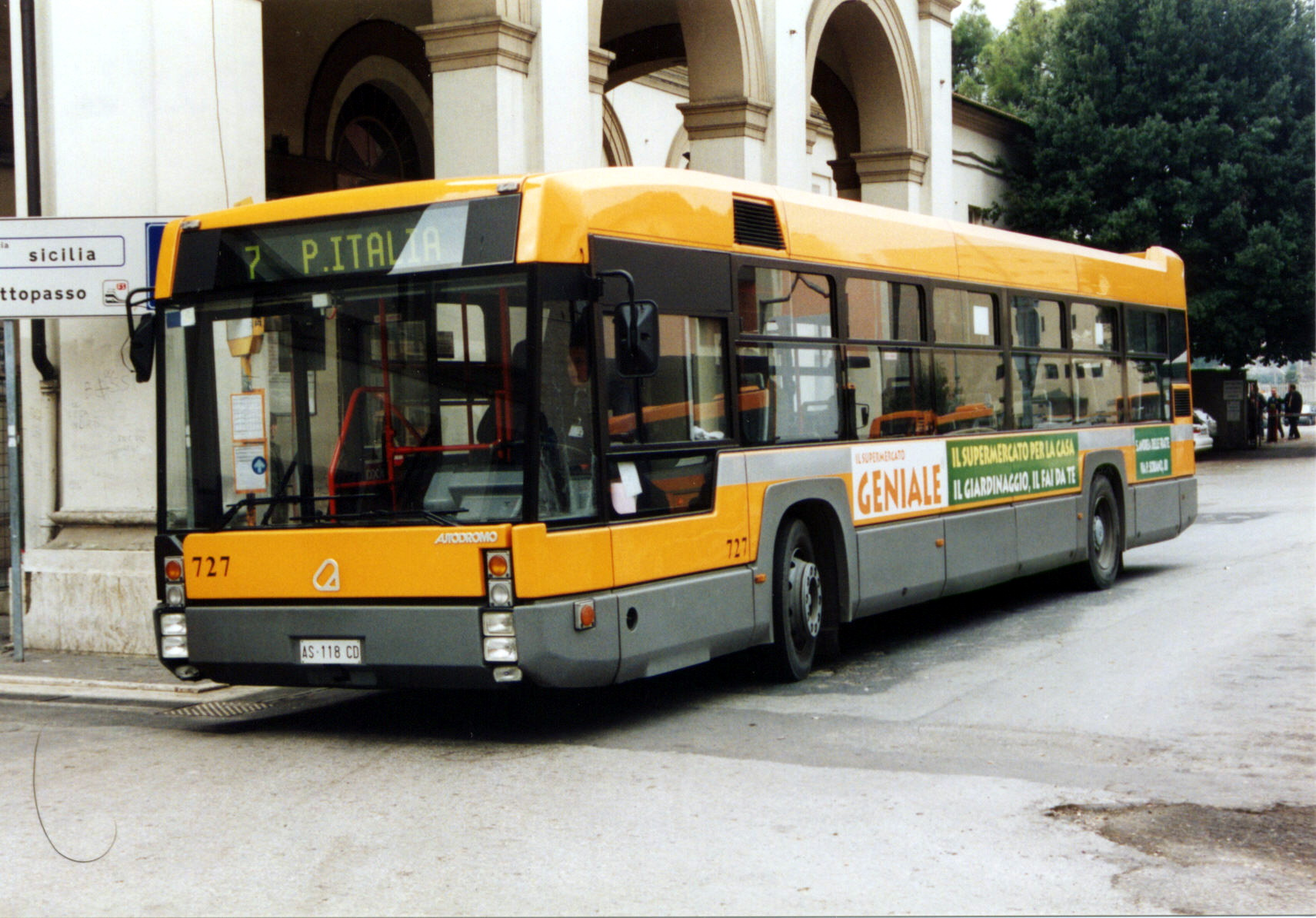
CAM Busotto a Perugia
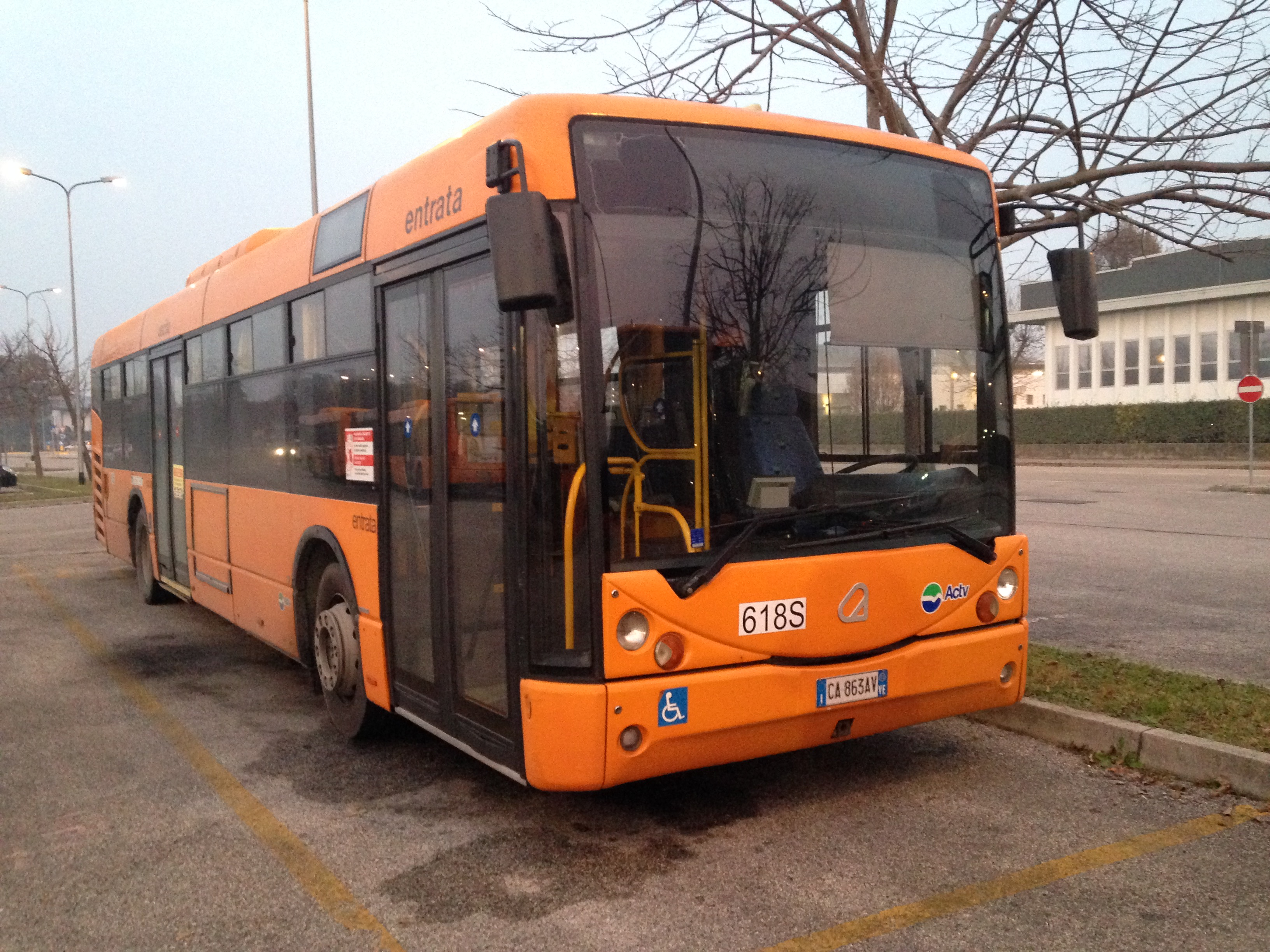
CAM Busotto New a Venezia
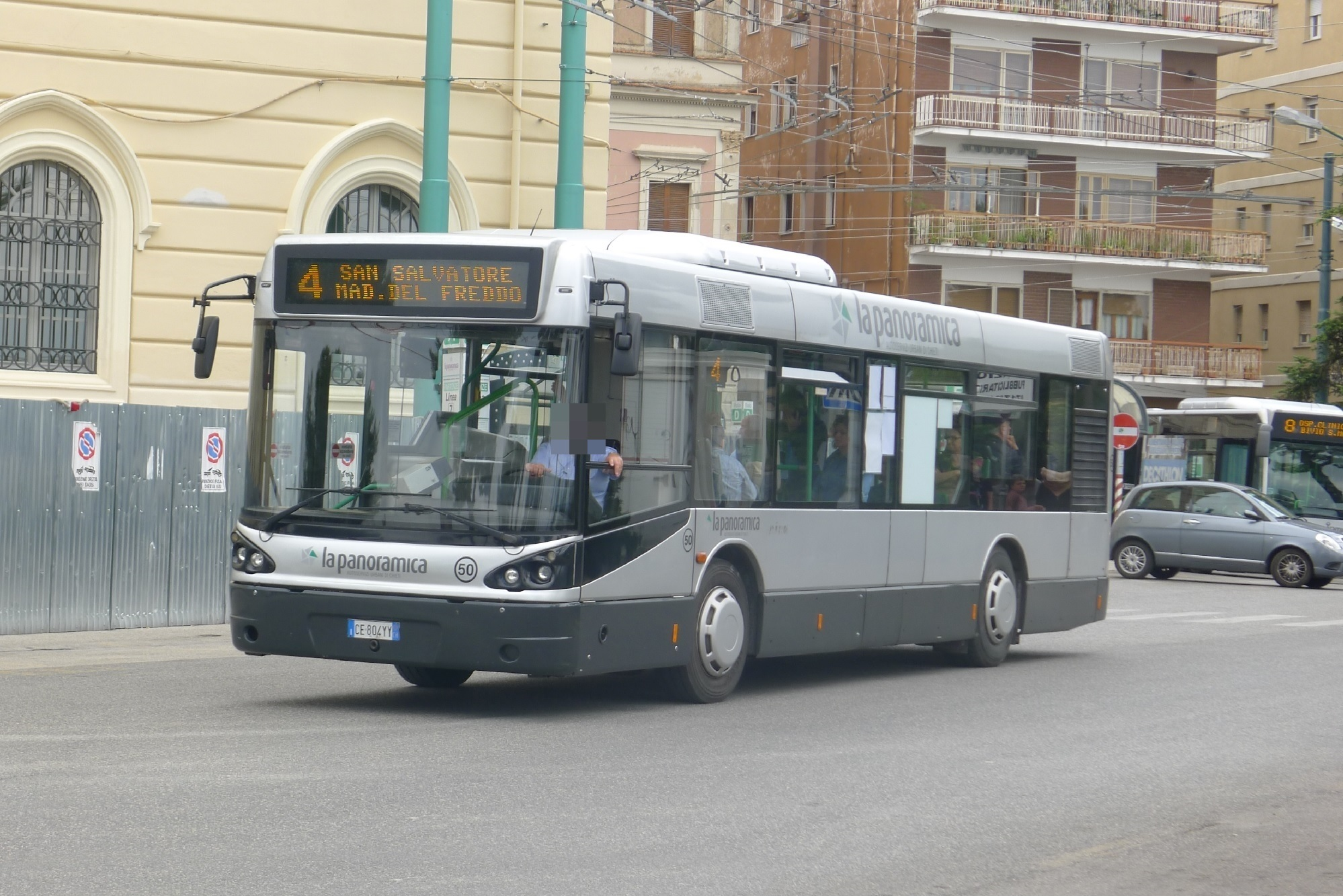
CAM Tango a Chieti